# Линдси, Александр, 1-й граф Балкаррес
Александр Линдси, 1-й граф Балкаррес (англ. Alexander Lindsay, 1st Earl of Balcarres; 6 июля 1618 — 30 августа 1659) — шотландский дворянин и придворный.

## Биография
Родился 6 июля 1618 года. Старший сын Дэвида Линдси, 1-го лорда Балкарреса (1587—1642), и леди Софии Сетон, дочери Александра Сетона, 1-го графа Данфермлина, и Лилиас Драммонд. Внук Джона Линдси, лорда Меньмюра (1552—1598).
В марте 1641/1642 года после смерти своего отца Александр Линдси унаследовал титул 2-го лорда Балкарреса (Пэрство Шотландии). Первоначально ярый сторонник Ковенанта, обучавшийся в Университете Сент-Эндрюса у Дэвида Форрета, он присутствовал в битве при Марстон-Муре в 1644 году. Однако в 1648 году он стал сторонником Ковенанта, стремясь к союзу с Карлом I, что привело к разрыву с большинством сторонников Ковенанта. Принятый в парламент в 1649 году, он был назначен комиссаром казначейства Шотландии в 1650 году.
9 января 1651 года для него были созданы титулы 1-го графа Балкарреса и 1-го лорда Линдси и Балнейла (Пэрство Шотландии). В том же 1651 году он был назначен наследственным губернатором Эдинбургского замка.
Лорд Балкаррес посетил Францию, чтобы консультировать короля в 1653 и 1654 годах, и, наконец, проживал при дворе Карла II в изгнании в Нидерландах. Леди Анна служила гувернанткой принца Вильгельма Оранского .
Лорд Балкаррес скончался 30 августа 1659 года в Бреде. Ему наследовал его сын Чарльз Линдси, 2-й граф Балкаррес (1650—1662). В 1670 году вдовствующая графиня Балкаррес вышла замуж за Арчибальда Кэмпбелла, 9-го графа Аргайла (1629—1685), который был обезглавлен в 1685 году.

## Личная жизнь

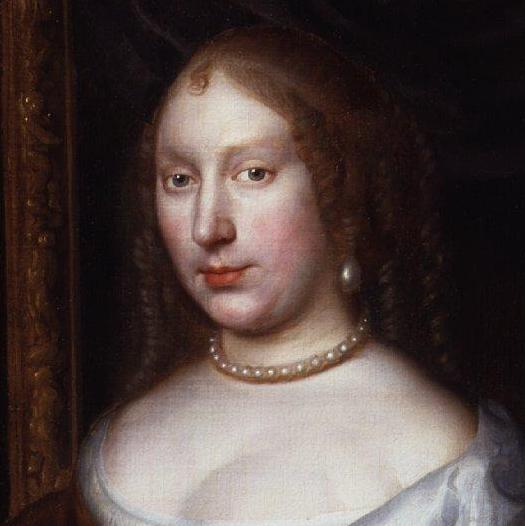
Энн Маккензи (1621—1707), супруга Александра Линдси, 1-го графа Балкарреса, а затем Арчибальда Кэмпбелла, 9-го графа Аргайла

В апреле 1640 года он женился на леди Анне Маккензи (1621 — 2 мая 1707), дочери Колина Маккензи, 1-го графа Сифорта, и Маргарет Сетон. У супругов было пятеро детей:
- Леди Генриетта Линдси, в 1679/1680 году она вышла замуж за сэра Дункана Кэмпбелла из Окинбрека, 4-го баронета.
- Леди Энн Линдси, монахиня
- Леди София Линдси (? — 1698), в 1678 году она вышла замуж за достопочтенного полковника Чарльза Кэмпбелла, сына Арчибальда Кэмпбелла, 9-го графа Аргайла.
- Чарльз Линдси, 2-й граф Балкаррес (7 февраля 1650 — 15 октября 1662), старший сын и преемник отца.
- Колин Линдси, 3-й граф Балкаррес (23 августа 1652—1722).